# 疏勒乐
疏勒乐源自古疏勒，曾是隋朝九部乐和唐朝十部乐的组成部分。
按唐代杜佑《通典》记录，疏勒乐队由乐工十名和舞蹈者二名组成。樂工服裝：皁絲布頭巾，白絲布袍，錦襟褾，白絲布胯；舞蹈者服裝：白襖， 錦袖，赤皮靴，赤皮帶；樂器：“豎箜篌一、琵琶一、五弦琵琶一、橫笛一、簫一、篳篥一、答臘鼓一、腰鼓一、羯鼓一、雞婁一”。